# Luis Pedro da Silva Ferreira
Luis Pedro da Silva Ferreira (Malanje, 6 januari 1992) - alias Luis Pedro - is een Angolees-Nederlands betaald voetballer die doorgaans als centrale verdediger speelt.

## Clubcarrière
Luis Pedro begon met voetballen bij VV Helpman en werd op zijn twaalfde opgenomen in de jeugdopleiding van FC Groningen. Hier debuteerde hij op 10 maart 2012 in het eerste elftal, thuis tegen Vitesse (1-3). Groningen verhuurde hem gedurende het seizoen 2012/13 aan provinciegenoot SC Veendam, op dat moment actief in de Eerste divisie. Luis Pedro veroverde hier een basisplaats, alleen ging de club in het voorjaar van 2013 failliet. Daarop keerde hij terug naar FC Groningen en speelde het seizoen uit bij de beloften.
Na afloop van het seizoen 2012/13 liep Luis Pedro's contract bij FC Groningen af en tekende hij een eenjarige verbintenis bij FC Emmen, met een optie voor nog een seizoen. Hij speelde in de volgende twee jaar meet dan zeventig wedstrijden voor de club en plaatste zich daarmee in 2015 voor de play-offs voor promotie/degradatie. Ook maakte hij in dienst van FC Emmen zijn eerste doelpunten in het betaald voetbal.
Luis Pedro tekende in juni 2015 een contract tot medio 2017 bij het dan net naar de Eerste divisie gedegradeerde NAC Breda. Dat kon hem transfervrij inlijven omdat zijn contract bij FC Emmen afliep. Ook hiermee plaatste hij zich aan het einde van het seizoen 2015/16 voor de play-offs, alleen ook hier lukte het niet om te promoveren naar de Eredivisie.
Luis Pedro tekende in juni 2016 een contract tot medio 2017 bij De Graafschap. Door een blessure kwam hij voor die club nauwelijks in actie.